# N.P. Kjærgaard
Niels Peter Kjærgaard Nielsen (født 31. maj 1935 i Hanning) er en dansk ingeniør, der tidligere har været byrådsmedlem og rådmand i Aalborg for Det Konservative Folkeparti.

## Politisk karriere

### Byrådsmedlem og folketingskandidat
I 1966 blev N.P. Kjærgaard som 30-årig indvalgt i Aalborg Byråd for Det Konservative Folkeparti. Det efterfølgende kommunalvalg i 1970 var præget af kommunalreformen, der betød, at Aalborg Købstad blev sammenlagt med 11 omegnskommuner. Valgresultatet var præget af konservativ tilbagegang i Aalborg, men fremgang i Hasseris, og derfor satte omegnskommuner sig på de fleste af de otte konservative mandater. N.P. Kjærgaard blev valgt som 1. suppleant til byrådet i den nye storkommune.
N.P. Kjærgaard blev i 1971 opstillet som folketingskandidat i Hobrokredsen, og var opstillet ved folketingsvalgene i 1971, 1973, 1975 og 1977. N.P. Kjærgaard fik sit bedste folketingsvalg i 1973 med 712 personlige stemmer, men perioden var generelt præget af tilbagegang fra Det Konservative Folkeparti, og N.P. Kjærgaard opnåede ikke valg til Folketinget.
Kommunalvalget i 1974 bød på en konservativ tilbagegang, og partiet gik fra otte til fem mandater i byrådet. N.P. Kjærgaard var opstillet på en femteplads, men blev overgået i antallet af personlige stemmer af fabrikant Harald Klitgaard.
I 1981 blev N.P. Kjærgaard igen valgt til Aalborg Byråd. Da den mangeårige konservative rådmand Hans Brusgaard i foråret 1985 meddelte, at han ikke ville fortsætte på posten efter efterårets kommunalvalg, blev N.P. Kjærgaard frem mod valget fremført som den konservative rådmandskandidat. Efter valget i 1985 var der imidlertid intern uro i den nyvalgte konservative byrådsgruppe, hvor både Mette Abildskov og N.P. Kjærgaard gik efter rådmandsposten. I sidste ende blev det dog N.P. Kjærgaard, der blev ny rådmand for det tekniske område.

### Rådmand
N.P. Kjærgaard var rådmand for teknisk forvaltning fra 1985 til 1993.